# 1918 a tudományban
Az 1918. év a tudományban és a technikában.

## Díjak
- Nobel-díjak
  - Fizikai Nobel-díj: Max Planck
  - Fiziológiai és orvostudományi Nobel-díj: (nem adták ki)
  - Kémiai Nobel-díj: Fritz Haber

## Születések
- január 23. – Gertrude B. Elion megosztott Nobel-díjas amerikai biokémikus, farmakológus († 1999)
- február 12. – Julian Schwinger megosztott Nobel-díjas amerikai elméleti fizikus († 1994)
- március 16. – Frederick Reines Nobel-díjas amerikai fizikus († 1998)
- május 11. – Richard Feynman Nobel-díjas amerikai elméleti fizikus, tudománynépszerűsítő († 1988)
- május 20. – Edward B. Lewis megosztott Nobel-díjas amerikai genetikus († 2004)
- június 6. – Edwin G. Krebs megosztott Nobel-díjas amerikai biokémikus († 2009)
- július 9. – Nicolaas Govert de Bruijn holland matematikus († 2012)
- július 31. – Paul D. Boyer megosztott Nobel-díjas amerikai biokémikus, analitikai kémikus († 2018)
- augusztus 13. – Frederick Sanger angol biokémikus, kétszeres Nobel-díjas tudós († 2013)
- augusztus 26. – Katherine Johnson afroamerikai származású amerikai matematikus, fizikus, informatikus, mérnök († 2020)
- szeptember 8. – Derek Barton megosztott Nobel-díjas brit szerves kémikus († 1998)

## Halálozások
- január 6. – Georg Cantor oroszországi születésű német matematikus, a halmazelmélet nevű matematikai tudományág megalkotója (* 1845)
- április 20. – Karl Ferdinand Braun német feltaláló, Nobel-díjas fizikus (* 1850)
- szeptember 7. – Peter Ludwig Mejdell Sylow norvég matematikus, a csoportelméletben alapvető jelentőségű Sylow-tételek felfedezője (* 1832)
- november 3. – Alekszandr Mihajlovics Ljapunov orosz matematikus, fizikus (* 1857)